# فيرينس كازينكسي
كان فيرينس كازينكسي (27 أكتوبر 1759- 23 أغسطس 1831) أديبًا وشاعرًا ومترجمًا مجريًا، ومستحدِث ألفاظ وعميلًا من عملاء تجديد اللغة والأدب المجريين في مطلع القرن التاسع عشر. يرتبط اسمه اليوم بالإصلاح اللغوي الموسع للقرن التاسع عشر، وقتما جرت صياغة وإعادة إحياء آلاف الكلمات، ما مكن اللغة المجرية من مواكبة التقدم العلمي وأن تصبح لغة رسمية في البلاد عام 1844. يعتبر بسبب أعماله الأدبية واللسانية واحدًا من المؤسسين الثقافيين لحقبة الإصلاح المجرية رفقة ديفيد باروتي سزابو وفيرينس فيرسيغي وجيورغي بيسيني وماتياس رات ويانوس كيس.

## حياته

### نشأته
وُلد فيرينس كازينكسي في إيرشيميان، بيهار، المملكة المجرية (شيميان برومانيا اليوم). انحدر والده، يوجيف كازينكسي دي كازينكس (1732- 1784) من عائلة نبيلة قديمة وعمل قاضيًا في ولاية أباوي. كانت والدته جوجانا بوساني دي ناغيبوساني (1740- 1812). كان لفيرينس أربعة أخوة وأربع أخوات. حتى عمر الثامنة، رباه جده لأمه، فيرينس بوساني، وكان كاتب العدل في مقاطعة بيهار والسفير البرلماني، حيث لم يسمع أي كلمة أجنبية في سنواته السبع الأولى.
كتب رسائله الأولى في ديسمبر 1764 لوالديه الذين عاشا في ألشوريغميش آنذاك. في 1766 مرضت خالته، فانتقلا إلى دبرتسن لثلاثة أشهر من أجل العلاج. درس كازينكسي آنذاك في كلية دبرتسن. بعد وفاة خالته، عاد إلى والديه حيث تعلم اللاتينية والألمانية من طالب في كلية كيزماراك (كيجماروك بسلوفاكيا اليوم). كان والده المثقف والمستنير، الذي يعاني حساسية نادرة، مسرورًا بابنه، لذلك علمه اللغتين اللاتينية والألمانية كذلك وتواصل معه بهما. استمر كازينكسي بدراساته اللغوية في كيزماراك عام 1768 بفصل تحضيري.
في البداية، أراد والده يوجيف كازينكسي لفيرينس أن يصير جنديًا، لكن مقاومة فيرينس وتطور مواهبه اللغوية الخاصة الأخرى أبعدته عن نيته، ثم أراد رؤية ابنه كاتبًا. لكن والده، باعتباره مدرسًا تقيًا، فهم مهنة الكاتب على أنها مهنة دينية، وبالتالي أمر ابنه ذو الأربع عشرة سنة بترجمة أطروحات كريستيان فورشتيغوت غيلرت عن الدين من اللاتينية إلى المجرية. فيما عدا ذلك، وفر الأب لابنه تعليمًا متقدمًا: تلقى فيرينس تعليمه بلغات أجنبية، وتمكن من التدرب على الفنون الجميلة والموسيقى، وليرى العالم، كان يجلبه إلى اجتماعات المقاطعة وإلى الغداء مع الإمبراطور جوزيف الثاني عندما زار الحاكم شاروشباتاك. في 1774، شجع الأب ابنه على متابعة ترجماته، لكن فيرينس فضل قضاء وقته في قراءة مسرحية أغيس تراغيديايا (1772) لجيورغي بيسيني، وكارتيغام (1772) لإغناس ميساروش وغيرها من أعمال الأدب الجميل. وسع معرفته بقصائد زالومون غيسنر الرعوية وقصائد فيرجيل وهوراس وأنكريون.
لم يترك دراساته اللاهوتية، وحتى في المنزل كانوا يتناقشون على نحو متكرر في الموضوعات اللاهوتية على الغداء والعشاء. بعد وفاة والده في 1774، استمر بترجمة دي ريليجيوني لكريستيان فورشتيغوت غيلرت حتى صرفه أستاذ الإلهيات الخاص لذلك لأنه وجد تفسير أعمال غيلرت صعبًا جدًا. تحول فيرينس ببطء من الإلهيات إلى موضوعات أكثر دنيوية ووطنية وأعدّ وصفًا جغرافيًا موجزًا للبلاد. تُعد ثلاث مرايا صغيرة لإيشتفان لوشونكزي هانيوكي مثالًا على أعماله. كانت مزيجًا طفوليًا بعنوان جغرافيا المجر...، والتي وصفها لاحقًا بأنها «خُربشت فجأة» ونُشرت في كاسا بالمجر (كوشيتسه بسلوفاكيا) على حساب والدته عام 1775.

### شاروشباتاك (1769- 1779)
في 110 سبتمبر 1769، صار طالبًا في كلية شاروشباتاك حيث علم نفسه اليونانية القديمة. درس الفلسفة والقانون في سنواته الأولى. في 1773، بدأ بتعلم البلاغة. حتى في سبتمبر من العام نفسه، استقبل الكونت جينيرال ميكلوش بيليزني بصفته عضوًا من وفد الشكر للكلية ببوجي في حفل استقبال خاص للتبرع بالمال لبناء الكلية. آنذاك رأى كازينكسي بشت للمرة الأولى. ظل يحضر الفصول الإلهية حتى 1775 في الكلية وتعلم الفرنسية من جندي فرنسي جاء إلى شاروشباتاك.
ترجم قصة قصيرة كتبها جيورغي بيسيني بالألمانية بعنوان دي أمريكانير، إلى المجرية ونشرها في كاسا عام 1776 بعنوان (تحويل الأمريكيين بودوك وكازيمير إلى الديانة المسيحية). رشح ترجمته لوالدته. أعلمه هذا العمل بالربوبية ومبدأ التسامح الديني. في ترجمته، استخدم كازينكسي كلمة فيلاغوساغ (وتعني الوضوح أو الصفاء) لأول مرة في تاريخ اللغة المجرية. رحب بيسيني بها وكانت ردة فعله ملهمة لكازينكسي. فهم كازينكسي ردة فعل بيسيني على أنها رسالة تحرير لمهنة الكتابة. كان سعيدًا بإقامة اتصال مع أحد ألمع كتّاب الأدب الروماني آنذاك. لكن كازينكسي لم يتبع بيسيني، لأن أعمال بيسيني بصفته سياسيًا ثقافيًا وفيلسوفًا لم تنضج إلى درجة تمكنه من إنشاء مدرسة أدبية.
كان عم فيرينس عضوًا في وفد مقاطعة زيمبلين بفيينا في البلاط الملكي وأخذ كازينكسي الشاب معه. حملت الرحلة تأثيرًا كبيرًا عليه. كانت أول مرة يرى فيها كازينكسي مدينة الإمبراطور، والذي فتنته مجموعاته الرائعة، ولا سيما صوره.
في ذلك الوقت، تبع كازينكسي أفكار زالومون غيسنر، وكريستوف مارتن فيلاند وديفيد باروتي سزابو. حصل لاحقًا على ترجمة ساندور باروكسي لكتاب حكايا أخلاقية من تأليف جان فرانسوا مارمونتيل من أمين مكتبة شاروشباتاك، والذي صار كتابه المفضل وأخذه معه لاحقًا إلى السجن. لذا قرر إيجاد طريقة لوضع إكليل على أعمال باروكزي. ما أذهله كان الأسلوب الجديد الجميل، واختيار الجمل الموزون نظميًا، وصرامة ونقاء اللغة مع الكثافة الدرامية، والغرابة الفرنسية التي جعلت الترجمة ملتبسة بحق على القراء المبتدئين. أرَت كازينكسي نموذجًا من أجل تنمية الأدب الجميل المجري. وهكذا، بعد أن ألهمه بيسيني في البداية، اكتشف هدفًا حياتيًا في ترجمة وتنمية اللغة المجرية.

### كاسا (1779- 1780)
بعد إنهاء دراساته، سافر إلى كاسا يوم 9 سبتمبر 1779 ليلتقي سامويل ميليكس، النائب العام لمقاطعة تولنا، حيث نال شهادته في القانون والتقى للمرة الأولى حبيبته الشابة إريزيبيت روزغوني وواحدًا من قدواته هو ديفيد باروتي سزابو. ظل هناك حتى 18 أكتوبر.
حدثت أزمات نظرته إلى العالم في أثناء إقامته بكاسا. أعرض عن الرسالة الدينية والدراسات الإلهية «العقيمة». بين عامي 1779 و1781، انضم كازينكسي إلى التصور العلماني الربوبي للدين والذي كان حرًا من العقائد. حلت طائفة الجمال الفنية محل تجربته الدينية الضائعة. صارت حماسته للجمال شغفه، واستهلكت شخصيته ونظرته إلى العالم بالكامل. في وقت ما من 1780، بدأ عمله الأدبي الكبير الأول، وهو ترجمة لكتابات زالومون غيسنر وآخرين. نشر بُعيد ذلك النسخة المجرية من سيغفارت في 1783. بسبب ترجماته، صار على علاقة بعدة أدباء أجانب وتبادل الرسائل مع غيسنر ويوهان كاسبار لافاتير ودانييل تشودفيكي. جعله اتصاله بباحثين أوروبيين مشهورين يشعر بأنه مُختار. لذا بعد روسو، أعلن انفصاله الواعي عن الناس العاديين.